# Neoscortechinia sumatrensis
Neoscortechinia sumatrensis är en törelväxtart som beskrevs av Spencer Le Marchant Moore. Neoscortechinia sumatrensis ingår i släktet Neoscortechinia och familjen törelväxter. Inga underarter finns listade i Catalogue of Life.